# Callidiellum przewalskyi
Callidiellum przewalskyi é uma espécie de coleóptero da tribo Callidiini (Cerambycinae), com distribuição apenas na China.

## Sistemática
- Ordem Coleoptera
  - Subordem Polyphaga
    - Infraordem Cucujiformia
      - Superfamília Chrysomeloidea
        - Família Cerambycidae
          - Subfamília Cerambycinae
            - Tribo Callidiini
              - Gênero Callidiellum
                - C. przewalskyi (Semenov & Plavilstshikov, 1935)